# Maximilian Peters
Maximilian Peters (* 29. Januar 1908 in Remscheid; † 30. Januar 2001 ebenda) war ein deutscher KZ-Arzt und SS-Obersturmbannführer, Lagerarzt im KZ Sachsenhausen.

## Leben
Peters war Sohn eines Maschinenfabrikanten. Nach dem Abitur war er als Werkstudent in der Industrie tätig. Von 1929 bis 1936 studierte er die Medizin in Frankfurt am Main und Rostock. Dort wurde er Mitglied der Rostocker Burschenschaft Redaria. Im Juni 1936 bestand er der Staatsexamen. Anschließend war er zunächst unbezahlter Volontärassistent auf der Chirurgischen Abteilung des Städtischen Krankenhauses in Remscheid tätig. Zum 1. Mai 1937 trat er der NSDAP bei (Mitgliedsnummer 3.964.775). Am 1. April 1939 wurde er Mitglied der SS-Verfügungstruppe (SS-Nummer 323.791). Danach diente er im SS-Lazarett Berlin. Im Herbst 1939 wurde er zur SS-Totenkopfverbände versetzt und begann seinen Dienst als SS-Lagerarzt im KZ Sachsenhausen. Anschließend bis zum 15. Januar 1942 wurde er als Truppenarzt in der Nachrichtenabteilung der 3. SS-Panzerdivision „Totenkopf“ eingesetzt. Ab dem 15. Januar bis zum 7. Juli 1942 wurde er dem SS-Sanitätsamt zugeteilt. Ab 7. Juli 1942 bis zum 25. Juni 1943 war er als Arzt zur Frauenklinik und Hebammenlehranstalt in Paderborn tätig. Ab dem 25. Juni 1943 – laut eigener Aussage – bis zum Januar 1945 war er Hauptabteilungsleiter II a (Personalwesen) der Amtsgruppe D im SS-Führungshauptamt.
Im Januar 1947 wurde er im Lager Neuengamme interniert. Nach der Entlassung wurde er nach Remscheid beordert und war dort als praktischer Arzt tätig. Ein Vorermittlungsverfahren der Zentrale Stelle der Landesjustizverwaltungen zur Aufklärung nationalsozialistischer Verbrechen wegen des Dienstes im KZ Sachsenhausen wurde eingestellt.